# Post hardcore
Post hardcore – gatunek wywodzący się z muzyki hardcore. Pojawił się w mieście Waszyngton w drugiej połowie lat 80., choć pozostawał praktycznie nieznany aż do początku lat 90.
Post hardcore odznacza się wyraźnymi rytmami, głośnymi, bazującymi na gitarach aranżacjami i często krzyczanym lub szeptanym wokalem. Gatunek wypracował unikatową równowagę dysonansu i melodii, po części zamieniając szybkie i głośne granie właściwe dla nurtu hardcore w bardziej subtelne formy, oparte na budowaniu napięcia i jego rozładowywaniu. Artyści post hardcore’owi zachowali jednak intensywność muzyki hardcore oraz charakterystyczną dla jej tekstów świadomość społeczną, jak również przywiązanie do punkowego etosu i zasady DIY.
Oryginalne post hardcore’owe brzmienie coraz trudniej było znaleźć w twórczości zespołów lat 90.; gatunek całkowicie zniknął z obszaru zainteresowania głównego nurtu. Mimo to wciąż prosperuje w kręgach muzyki podziemnej – również w nowych, bardziej radykalnych formach. Jako powiązane nurty należałoby wskazać emo i math rock – mające podobne pochodzenie, choć rozwijające się niezależnie i w efekcie dość odległe od post hardcore.